# AllOfMP3.com
AllOfMP3.com var en online musikhandel placeret i Rusland, der blev stiftet i år 2000 af Mediaservices Inc. AllofMP3 har en licensaftale med den Russiske Organisation for Multimedia og Digitale Systemer (ROMS), der minder om den licensaftale, russiske radiostationer har. AllofMP3 fremfører, at denne aftale giver dem ret til legalt at distribuere musik fra alle kunstnere og selskaber.
Ulig de fleste online musikhandler bliver man ved AllOfMP3.com opkrævet for størrelsen af de filer, man downloader, ikke for hver enkelt sang. Prisen er i øjeblikket 20 amerikanske dollar per gigabyte, en pris, der ofte reduceres af forskellige discount-ordninger (blandt andet for brugerens samlede download-mængde, betalingsform og så videre), der kan reducere prisen med op til en tredjedel af startprisen. De fleste af programmets muligheder er kun tilgængelige for registrerede brugere, og registrering er gratis. Personer kan overføre penge til deres respektive brugerkonti ved hjælp af forskellige kreditkortsystemer. Så længe, der står penge på kontoen, kan flere downloads sættes i gang.
Brugere har muligheden for at vælge mellem flere forskellige audio codecs, inklusive MP3 og Ogg Vorbis. Brugeren kan derefter definere den ønskede bitrate for det valgte format, og filerne kan derefter downloades, enten direkte på AllOfMP3.com eller gennem download-programmer.
De downloadede filer har ikke indlagt oplysninger om digitale rettigheder. AllOfMP3 giver også gratis 90 sekunders prøver fra alle numre i en 24 kbit/s-kvalitet for brugere, der på et tidspunkt har overført penge til deres konto, øvrige brugere får kun 30 sekunders prøver. Kunder der har indbetalt 50$ eller over, kan høre alle numre i fuld længde, dog stadig i en 24 kbit/s-kvalitet.

## Lovligheden af AllOfMP3.com
AllOfMP3 hævder selv, at siden er lovlig i Rusland og at der er indgået licensaftaler om den musik, der distribueres. Denne legalitet er dog stadig omstridt i Rusland. Ifølge en rapport i The Register  resulterede en indledende undersøgelse af Moskva politi i en anbefaling, skrevet 8. februar 2005, om at AllOfMP3 skulle retsforfølges. IFPI (International Federation of the Phonographic Industry) anlagde samme dag en formel klage over AllOfMP3. IFPI's russiske lovgivningsvejleder, Vladimir Dragunov, udtalte dog, at det på grund af strukturen i den russiske ophavsretslovgivning ville være usandsynligt med domfældelse i sagen.
I marts 2005 afgjorde Moskva bys anklagere, at russisk ophavsretslovgivning ikke dækker online distribution af kreative værker og bestemte ikke at anlægge sag mod AllOfMP3 på grund af manglen på "corpus delicti". Rettighedshaverne kan dog stadig anlægge civile retssager.
Kritikere af AllofMP3 mener, at på grund af de lave priser på AllofMP3 og det faktum, at filerne ikke indeholder oplysninger om de digitale rettigheder, kan servicen ikke være lovlig. Andre kritikere fremfører, at AllOfMP3 må være ulovligt, i og med at siden distribuerer musik af nogle kunstnere, selvom deres udgivere ikke har givet tilladelse til, at deres musik distribueres online.
AllOfMP3 selv henviser til deres licens fra ROMS, og fremfører, at deres aktiviteter derfor er lovlige under russisk lov. I et interview til Museekster.com forklarede repræsentanter for AllOfMP3 flere aspekter af deres virksomhed, såsom betaling til musikere og lovligheden af brugen af AllOfMP3 udenfor Rusland.

### Lovligheden af AllOfMP3.com i Danmark
Sagen om, hvorvidt AllOfMP3.com er lovligt i Danmark eller ej begyndte med, at Antipiratgruppen den 30. januar 2004 på deres forside skrev, at "ingen af pladeselskaberne som er medlem af pladebranchens internationale brancheorganisation, IFPI, har givet tilladelse til den distribution af musikfiler som foretages via hjemmesiden. Det er derfor ulovligt, hvis danske forbrugere downloader musikfiler fra hjemmesiden, såfremt musikken er produceret af pladeselskaber som er medlemmer af IFPI.". 
Kulturministeriet havde (og har) et link til Antipiratgruppen på deres hjemmeside www.infokiosk.dk, og foranlediget heraf sendte en bruger af allofmp3 en e-mail til kulturministeriet den 10. december 2004, og fik den 21. december et svar, hvor der blandt andet stod "Som det fremgår af teksten om lovlige og ulovlige hjemmesider på infokioskens hjemmeside, som du også citerer fra, kan man som privat bruger ikke straffes for at downloade musik fra en hjemmeside, hvor rettighederne ikke er klareret, såfremt man som bruger er i god tro. Det er Kulturministeriets opfattelse, at det ikke er nok til at bringe en bruger i ond tro, at en rettighedshaversammenslutning som fx AntiPiratGruppen oplyser, at den pågældende hjemmeside er ulovlig, når spørgsmålet om hjemmesidens lovlighed knytter sig til komplekse sammenhænge som fx rækkevidden af indgåede licensaftaler, da der så alene er tale om en subjektiv opfattelse, som ikke er efterprøvet af domstolene." 
Som et resultat af denne korrespondance fjernede Kulturministeriet ifølge Piratgruppen en overgang deres link til Antipiratgruppen, men siden indeholder i dag links til både Piratgruppen og Antipiratgruppen . Piratgruppen skrev den 14. januar 2005 blandt andet følgende om sagen på deres hjemmeside: "AllOfMP3.com er hjemmehørende i Rusland og hører derfor under russisk lovgivning. En lovgivning, de ifølge eget udsagn lever op til. Det fremgår af menupunktet »legal info« på musiktjenestens hjemmeside. Og når lovgivningen er opfyldt i Rusland, kan siden ikke betegnes som ulovlig for danske netbrugere. Rent faktisk kan man, med allofmp3.com's egne forsikringer om lovligheden, gå ud fra, at det er en lovlig hjemmeside og derfor med god samvittighed downloade al den musik hjertet begærer".

#### Fogedforbud
IFPI og AntiPiratGruppen anlagde 13. juli 2006 sag ved Fogedretten mod Tele2 for at få virksomheden til at blokere adgangen til AllOfMP3.com. Den 25. oktober 2006 besluttede  Københavns Fogedret, at internetudbyderen Tele2 skulle blokere for adgang til siden. Retten forbyder Tele2 "at medvirke til andres tilgængeliggørelse og ekslemparfremstilling via hjemmesiden www.allopmp3.com, af lydoptagelser, hvortil [IFPI's] medlemmer har de ophavsretlige enerettigheder". Endvidere pålægges Tele2 "at foretage de nødvendige skridt, der er egnede til at forhindre adgangen for [Tele2's] kunder til Internetsiden, allofmp3.com og dertilhørende undersider og subdomæner". Tele2 har kæret kendelsen. Samtidig pågår en diskussion om, hvorvidt det overhovedet teknisk er muligt for en internetudbyder at forhindre adgangen jf. Tele2's pålæg, da det er endog meget let for en Tele2-kunde at omgå den spærring, Tele2 iværksatte umiddelbart efter kendelsen: 
Der gik kun 7 minutter efter at forbuddet blev effektueret før Thomas Hedberg offentliggjorde hvordan spærringen kan brydes for Tele2 kunderne. Piratgruppen offentliggjorde 20 minutter efter metoden på hjemmesiden, og spærringens ineffektivitet blev udstillet. Spærringen som Fogedretten lagde op til var en simpel DNS-blokering. En blokering som kan brydes på 5 minutter, og som ikke kræver flere computerevner, end hvad en 13 årig skoleelev kan klare. Så selve spærringens effektivitet er højest tvivlsom.
Ultimo januar 2007 var der igen fuld og direkte adgang til AllOfMP3.com for Tele2's ADSL kunder.
At den benyttede metode til spærring er ineffektiv og kortsigtet, ses af, at spærringen også blev omgået, da AllOfMp3.com skiftede navn til MP3Sparks.com. Først 16. august 2007 pålagde fogedretten, at adgangen til dette site også skulle spærres .

### Lukket af de russiske myndigheder
Den 3. juli 2007 blev domænet endegyldigt lukket af de russiske myndigheder. 
Sidens videre fremtid kendes ikke. Noget tyder dog på at folkene bag AllofMP3 forsætter i en lettere ændret opsætning via adressen alltunes.com, hvor de samme bruger konti stadig er aktive.
Stifteren Denis Kvasov blev 16. august 2007 frikendt af en russisk domstol for krænkelse af ophavsret og ulovligt salg af musik med den begrundelse, at virksomheden i overensstemmelse med russisk lov havde indbetalt penge til det russiske ophavsretsselskab.

## Kvaliteten hos AllOfMP3
AllOfMP3 har været kritiseret for sin brug af transkodning (konvertering fra et ikke-tabsfrit format til et andet) for at levere filer i forskellige formater og kvaliteter.[kilde mangler] Dette kan sænke kvaliteten af lydsporet. De fleste brugere kan ikke høre dette, men nogen mener, at denne ekstra digitalkonvertering kan give en skurrende lyd. Måske på grund heraf udbyder AllOfMP3 et stadigt stigende antal filer i sin "Online Encoding Exclusive"-service, der konverterer fra ikke-komprimerede formater, og dermed ikke er udsat for problemerne med transkodning.